# Artabotrys darainensis
Artabotrys darainensis är en kirimojaväxtart som beskrevs av Deroin och Laurent Gautier. Artabotrys darainensis ingår i släktet Artabotrys och familjen kirimojaväxter. Inga underarter finns listade i Catalogue of Life.